# زولپیدم
زولپیدم (به انگلیسی: Zolpidem) دارویی است که عمدتاً برای درمان کوتاه‌مدت مشکلات خواب استفاده می‌شود. دستورالعمل‌ها توصیه می‌کنند که این دارو، فقط پس از آزمایش رفتاردرمانی شناختی بی‌خوابی و تغییرات رفتاری مانند بهداشت خواب استفاده شود. زولپیدم، زمان شروع خواب را حدود پانزده دقیقه کاهش می‌دهد و در دوزهای بیشتر، به افراد کمک می‌کند که مدت طولانی‌تری بخوابند. این دارو از طریق خوراکی مصرف می‌شود و به‌صورت قرص‌های معمولی، قرص‌های زیرزبانی یا اسپری دهانی موجود است. اثرات جانبی رایج شامل این دارو، خواب‌آلودگی در طول روز، سردرد، حالت تهوع و اسهال است. سایر اثرات جانبی شامل مشکلات حافظه و هالوسه است. مصرف دوزهای بالاتر، می‌تواند باعث خواب‌آلودگی در روز بعد باشد و رانندگی در صبح روز بعد پس از مصرف دوزهای بالا توصیه نمی‌شود. مصرف فلومازنیل، به‌عنوان یک آنتاگونیست گیرنده GABA، می‌تواند اثرات زولپیدم را معکوس کند، اما معمولاً مراقبت‌های حمایتی تنها چیزی است که پس از مصرف بیش از حد زولپیدم توصیه می‌شود.
زولپیدم در سال ۱۹۹۲ برای استفادهٔ پزشکی در ایالات متحده تأیید شد.
این دارو به‌عنوان یک داروی ژنریک در سال ۲۰۰۷ در دسترس قرار گرفت. سالانه بیش از ده میلیون نسخه از این دارو در ایالات متحده تجویز می‌شود که آن را به یکی از رایج‌ترین درمان‌ها برای مشکلات خواب تبدیل کرده‌است. زولپیدم در سال ۲۰۱۹، با بیش از ۱۵ میلیون بار تجویز، چهل و هفتمین داروی رایج در ایالات متحده بود.
زولپیدم در صورت استفاده در دوزهای بیش از حد مجاز(معمولا نهایتاً ۱۰ میلی گرم) فرد مصرف کننده را دچار حالات روان پریشانی آتوپیکی می کند و ممکن است فرد تا مرز جنون پیش برود. توهمات و هذیان ها و خودکشی و خودزنی با مصرف این دارو به وفور گزارش شده است.

## موارد مصرف
زولپیدم برای درمان کوتاه‌مدت (معمولاً حدود دو تا شش هفته) بی‌خوابی با کمترین دوز ممکن، تجویز می‌شود. این دارو ممکن است برای بهبود شروع خواب و افزایش مدت خواب استفاده شود. دستورالعمل‌های انجمن تحقیقات خواب اروپا و کالج پزشکان آمریکا، تجویز دارو برای بی‌خوابی (از جمله احتمالاً زولپیدم) را تنها به‌عنوان خط دوم درمان پس از آزمایش گزینه‌های درمانی غیردارویی (مانند رفتاردرمانی شناختی بی‌خوابی) توصیه می‌کنند. این موضوع، تا حدی بر پایه یک بررسی در سال ۲۰۱۲ است که نشان می‌دهد اثربخشی زولپیدم، تا حد زیادی ناشی از تأثیرات روانی مصرف دارو و تلقین اثربخشی آن، به بیمار است.

### دیگر موارد مصرف
زولپیدم در دوزهای اندک، به‌صورت زیرزبانی برای بیمارانی تجویز می‌شود که نیمه‌شب یا در میانهٔ خواب، بیدار می‌شوند.
به‌طورکلی بیماران مبتلا به بی‌خوابی نباید بیشتر از یک هفته از این دارو استفاده کنند. آن‌ها همچنین باید این دارو را زمانی مصرف کنند که برای خوابیدن حاضر شده باشند. این دارو به‌سرعت عمل می‌کند و فردی که تحت تأثیر آن قرار دارد ممکن است در میانه انجام کاری چُرت بزند. زمین‌خوردن افراد سالمند ساکن در خانه سالمندان پس از مصرف زولپیدم، امری شناخته شده‌است.
در ارتش آمریکا این دارو برای خواب راحت شب قبل از عملیات حساس مصرف می‌شده‌است. این دارو در دسته بندی خواب آور های غیر بنزودیازپین یا به اصطلاح انگلیسی Z-Drug نیز قرار میگیرد.

## عوارض دارو
نشانه‌های زیر ممکن است با مصرف زولپیدم همراه باشد: تهوع، استفراغ، خواب‌آلودگی، گیجی، سردرد و در بعضی موارد سرخوشی می‌باشد. از جمله عوارض نادر این دارو راه رفتن در خواب است که موارد انگشت‌شماری از این عارضه گزارش شده‌است. عوارض چشمی دوبینی هم از عوارض جانبی مصرف دارو ست؛ و در بعضی افراد باعث توهم شدید نیز می‌شود. توهمات اغلب دیداری هستند. زولپیدم در دوزهای بالا دمای بدن را افزایش داده و باعث احساس آشفتگی و خشم می‌شود در برخی موارد انجام کارهای خطرناک، هذیان گویی، لکنت زبان، افزایش فشارخون و پرخاشگری مشاهده شده‌است.
موارد منع مصرف: به افراد مبتلا به افسردگی توصیه می‌شود در رابطه با مصرف Zolpidem جوانب احتیاط را رعایت کنند زیرا این دارو می‌تواند دلسردی را تعمیق و حتی اندیشه خودکشی ایجاد کند. اثرات ناخواسته‌ای که از جدیت کمتری برخوردار هستند و گاه به گاه تولید می‌شوند عبارتند از: خشکی دهان، سردرد، سکسکه، تهوع و اسهال. توهم و واکنش‌های روانی دیگر (که دامنه آن‌ها از هذیان تا سرخوشی کشیده می‌شود) حتی کمتر رایج است، اما، با وجود این، به اثبات رسیده‌اند. ضمناً حالت سرخوشی و مستی نیز در بعضی مصرف‌کنندگان گزارش شده‌است.

### احتیاط
هم این دارو و هم مکمل قبل ممکن است در روز پس از مصرف، ایجاد خواب‌آلودگی کنند و مانع تمرکز کافی در فرد شوند، بنابراین توصیه می‌شود از رانندگی و کار با دستگاه‌های خطرناک پرهیز شود.
-به هیچ عنوان دوزهای بالاتر از ۱۰ میلی‌گرم زولپیدم را امتحان نکنید زیرا امکان آسیب جدی به سیستم اعصاب بسیار زیاد می‌شود و عوارضی چون توهمات، روانپریشی، افکار بیمارگونه، میل زیاد به خودکشی و افسردگی عمیق به‌وجود می‌آید.
-همان‌طور که قبلاً ذکر شد بهتر است در رختخواب و ۱۵ تا ۳۰ دقیقه قبل از خواب مصرف شود.
-ممکن است احساس افسردگی و تفکر خودکشی را در افراد مستعد افزایش دهد.
-در بیماران با مشکلات شدید کبدی نباید مصرف شود، چرا که ممکن است کبد فرد را به سمت انسفالوپاتی ببرد.
افراد مسن نسبت به اثر خواب‌آوری داروهای خواب‌آور مانند زولپیدم حساس هستند. این دسته دارویی می‌تواند احتمال افتادن فرد را افزایش دهد یا سبب بروز تغییرات شناختی شود.
زولپیدم همچنین احتمال بروز تصادف و ایجاد خطر در حال رانندگی را افزایش می‌دهد. البته این عارضه تنها خاص زولپیدم نیست و سایر داروهای خواب‌آور نیز سبب بروز چنین تغییراتی در فرد می‌شوند.
شیردهی و بارداری: در فرزندان موش‌های صحرایی و خرگوش‌های بارداری که چندین برابر حداکثر دُز درمانی در انسان از این دارو دریافت کرده بودند، هیچ نقص مادرزادی آشکاری مشاهده نشد، هرچند نشانه‌هایی از تأخیر رشد استخوان در جنین آن‌ها وجود داشت. توصیه متداول برای زنان این است که دربارهٔ استفاده از Zolpidem در دوران بارداری با احتیاط عمل کنند. اگرچه آزمایش‌ها نشان می‌دهد که مقادیر بسیار اندکی از Zolpidem در شیر مادران وارد می‌شود (کمتر از ۰٫۰۲٪ از مقداری است که یک مادر استفاده کرده‌است). تأثیری روی نوزاد دیده نشده‌است.

### وابستگی، تحمل و علائم قطع مصرف
استفاده از زولپیدم در برخی افراد سبب ایجاد تحمل می‌شود. قطع دارو می‌تواند سبب بروز دلیریوم، تشنج یا عوارض جانبی دیگر شود؛ به ویژه اگر به مدت طولانی و با دوز بیش از حد توصیه شده مصرف شده باشد. در افرادی که وابستگی فیزیکی یا تحمل به زولپیدم ایجاد شده باشد، دارو را باید به تدریج و در طی ماه‌ها قطع کرد تا احتمال بروز عوارض جانبی کاهش پیدا کند. احتمال بروز وابستگی فیزیکی و نیز سوء مصرف در افراد الکلی بیشتر است. تجویز زولپیدم برای افراد الکلی، کسانی که سابقه سوء مصرف دارو دارند و نیز افراد دارای سابقه وابستگی به داروهای خواب‌آور یا آرام‌بخش، باید با احتیاط همراه باشد.

### سوءمصرف
احتمال سوءمصرف زولپیدم توسط افراد وجود دارد. استفاده از دارو برای سرگرمی به دنبال استفاده طولانی‌مدت از دارو علی‌رغم منع مصرف آن یا به دنبال استفاده از دوزهای بالای زولپیدم رواج می‌یابد. زمانی که فرد بدون تجویز پزشک اقدام به استفاده طولانی مدت از زولپیدم می‌کند، احتمال افزایش وابستگی و سوء مصرف افزایش پیدا می‌کند. تحمل به دارو زمانی اتفاق می‌افتد که فرد دارو را از راهی غیر از روش توصیه شده (مانند تزریق) مصرف کند یا دارو را برای غیر اهداف درمانی مورد استفاده قرار دهد.
سوء مصرف در افرادی که به سایر داروها وابستگی دارند بیشتر اتفاق می‌افتد؛ اگرچه این نظریه کاملاً دقیق نیست و احتمال بروز وابستگی و سوء مصرف در افراد بدون سابقه نیز وجود دارد. در افرادی که سابقه وابستگی طولانی مدت دارند، احتمال بروز علایم قطع مصرف دارو مانند تشنج، بیشتر وجود دارد. همچنین بروز علائمی مانند: احساس درد لگن و پاها، سردرد، درد در قسمت پشت گردن و سر، پرخاشگری، و بی‌قراری به هنگام خواب از علائم قطع مصرف این دارو می‌باشد که ممکن است در همهٔ افراد بروز نکند ولی درصورت بروز، پس از چند روز رفع خواهد شد. استفاده از موادی مانند الکل یا حشیش، همراه با زولپیدم توصیه نمی‌شود.

### استفادهٔ بیش از حد
نشانه‌هایی که در اثر استفادهٔ بیش از حد از زولپیدم بروز می‌کنند عبارتند از: از بین رفتن ترس و بی‌تفاوتی غیرطبیعی، افزایش سداسیون (تسکین)، سوزنی شدن (تنگ شدن) مردمک، رفتارهای غیرمنتظره و هذیان گویی، دپرسیون تنفسی، کما و گاهی مرگ. در صورت استفاده هم‌زمان با الکل، مواد مخدر و نیز قرص‌های اعصاب و داروهای ضد افسردگی احتمال تشدید عوارض وجود دارد.
استفاده بیش از حد زولپیدم باعث مرگ نیز می‌شود. هرچند زولپیدم جزو بنزودیازپین‌ها نمی‌باشد ولی در موارد مصرف دوز بالای ان از فلومازنیل که انتاگونیست گیرنده بنزودیازپین‌ها است، استفاده می‌گردد. این دارو سبب می‌شود که زولپیدم از روی گیرنده‌های بنزودیازپینی جدا شده و آثار سمی ان به سرعت برطرف گردد. همچنین در موارد کم مصرف این دارو باعث ایجاد زخم و خونریزی شدید معده و سوزش عمیق و طولانی مدت  چشمها همانند حالت برق زدن در جوشکاری ، که  اگر ان را  به صورت سر خود  در دوز های بالا پس ازمصرف داروهای محرک نظیر متیل فنیدات و یا موارد دیگر  استفاده کرد.
در یک مورد عجیب فردی جوان روزانه بیش از ۳۰۰ عدد زولپیدم مصرف می‌کرد که در نهایت باعث دیوانگی و بستری او شده بود.

## تداخلات دارویی
داروهای زیر در فارماکوکینتیک زولپیدم تداخل ایجاد می‌کنند: کلرپرومازین، سایمتیدین، فلوکونازول، ایمی‌پرامین، ایتراکونازول، کتوکونازول، ریفامپیسین، ریتوناویر. احتمال بروز تداخل بین زولپیدم و کاربامازپین و فنی‌توئین وجود دارد اگرچه هنوز دلایل قطعی برای این نظریه وجود ندارد.

## تحقیقات
مطالعات علمی انجام شده در مورد Zolpidem به‌طورکلی نشان می‌دهد که مصرف طولانی مدت  بیشتر از 6 ماه از این دارو در دوزهای زیاد 30 میلیگرم در روز  و به صورت کاملا  سر خود به شدت میتواند خطرناک و باعث ایجاد اختلالات جدی و برگشت ناپذیر در یاد اوری دایره لغات و تکلم و همچنین باعث تخریب قشر مخ در قسمت لوب پیشانی مخ  و حافظه بلند مدت و هم کوتاه مدت میشود، همچنین این دارو در دوز بالا باعث حالت هالوسه و بی احساسی و حالت فراموشی خفیف در زمان و مکان در هنگام بیداری و انجام فعالیت روزمره میشود که در بیشتر موارد مانند ان است که با مصرف زیاد الکل در حال رانندگی باشیم ! که باعث زیانهای قانونی و اجتماعی زیادی میشود. البته در دوزهای کم و به صورت تجویزی تحت پزشک همه افراد دارای توان و بنیه‌ای همسان با افراد مذکور نیستند.در این راستا آزمایش گرانی که آزمایش انجام شده در ارتش فرانسه را اجرا کردند به این نتیجه رسیدند که این دارو برای مأموریت‌های نظامی مناسب است. این دارو همچنین برای مصرف خدمه پرواز مورد تأیید نیروی هوایی ایالات متحده (U.S. Air Force) است.
از این دارو برای مقابله با هواپیما زدگی استفاده می‌کنند. استفاده از آن برای مسافران این امکان را فراهم می‌کند که در زمان عبور از تعداد زیادی از مناطق زمانی، تغییرات حاصل در چرخه خواب و بیداری خود را به‌طور مؤثری جبران کنند. در طی یک شبیه‌سازی از چنین شرایطی برای حمل و نقل نیروهای نظامی در فواصل طولانی، ارتش ایالات متحده دریافت که Zolpidem برای بهبود خواب مؤثر است، اما هیچ مزیتی بر Triazolam ندارد. یکی دیگر از آزمایش‌های ارتش ایالات متحده، عملکرد انسان در حداقل ۳۸ ساعت بیداری مداوم را مورد آزمایش قرار داد؛ در این رابطه که آیا چرت زدن‌های کوتاه مدت حاصل از مصرف Zolpidem در شرایط جنگی می‌تواند مفید باشد یا خیر،  نتایج متناقضی به‌دست آمد. محققان فرانسوی دریافتند که این دارو برای بهبود کیفیت خواب در فشار هوای کم موجود در ارتفاعات بالا (۴٬۰۰۰ متر یا ۱۳٬۱۲۳ پا) مفید است و این در حالی است که استفاده از آندر دوزهای پزشکی  هیچ مشکل تنفسی ایجاد نمی‌کند. یافته اخیر نه تنها به کوهنوردان بلکه به هوانوردان و فضانوردان نیز مربوط می‌شود. بسیاری از داروهای بیخوابی یک اثر بازگشتی (Rebound) ایجاد می‌کنند به این معنی که پس از توقف در مصرف این داروها، بدتر از همیشه، بیخوابی مجدد ایجاد می‌شود. با وجود این، تأثیر مذکور با Zolpidem به ندرت مشاهده شده‌است. آزمایشی با این دارو در علائم ناشی از بیماری پارکینسون (Parkinson) بهبودی موقت ایجاد کرد، Zolpidem به رفع اختلال روانی کاتاتونیک (Catatonia) کمک کرده‌است. برخی از گزارش‌ها بیانگر کاربرد مؤثر زولپیدم در بیماران مبتلا به کمای اولیه است. در یک مطالعه بالینی، زمانی که به یک فرد به کما رفته این دارو داده شد، با کمال تعجب پزشکان مشاهده کردند که بیمار هوشیار شد، به صورتی که برای اولین بار قادر به برقراری ارتباط با اطرافیان خود شد. بررسی‌ها نشان داده‌است که مصرف طبی و تحت نظر پزشک و نه خود سرانه زولپیدم سبب افزایش فعالیت لوب فرونتال می‌شود. هم‌اکنون تحقیق گسترده‌ای در مورد این خاصیت زولپیدم در حال انجام است. این قرص در بارداری طبق آزمایش‌ها بروی موش‌های آزمایشگاهی تأثیری نداشته زیرا تا کنون گزارشی ازین بابت هم انسانی هم حیوانی نشده‌است.